# منتخب كندا لكرة الأرض للسيدات
منتخب كندا الوطني لكرة الأرض للسيدات (بالإنجليزية: Canada women's national floorball team)‏ هو ممثل كندا الرسمي في المنافسات الدولية في كرة الأرض للسيدات.